# Virgin Lake
Der Virgin Lake ist ein kleiner See mit mäßig klarem Wasser im Snohomish County im US-Bundesstaat Washington. Er liegt an der Grenze der Henry M. Jackson Wilderness am Blanca Lake Trail. Der Seespiegel befindet sich 1.395 m über dem Meeresspiegel. Wegen der Höhenlage und des feuchten Klimas im Pazifischen Nordwesten ist der Virgin Lake normalerweise nur 4 … 8 Wochen im Jahr im Juli und August zugänglich.

## Fauna
Im See finden sich eine Reihe von Fischarten wie Muskellunge, Hecht, Glasaugenbarsch, mehrere andere Barsch-Arten sowie sogenannte Panfish (eigentlich ist eine ganze Reihe von Fischarten gemeint, die in eine Pfanne passen, aber noch gefangen werden dürfen).